# 共栄食肉
共栄食肉株式会社（きょうえいしょくにく）は、北海道小樽市銭函に本社を置く食肉加工品メーカー。焼肉用の味付け肉（味付けジンギスカン・味付けホルモンなど）を製造、販売。

## 概要
北海道小樽市を代表する味付けジンギスカン製造メーカーの一つ。キャッチコピーは、「きょうえいの運河焼肉」。運河焼肉のアンテナショップとして札幌市にバイキングレストラン「焼肉・寿司バイキング運河亭」を展開し、当初は子会社「アライドフーズ」が運営していたが、2020年11月の再出店時からは直営店としている。

## 沿革
- 1970年9月14日 - 共栄食肉株式会社を設立。
- 1990年2月 - 食肉輸入販売を手がける子会社「アライドフーズ」を設立[2]。
- 2000年7月 - アライドフーズによりバイキングレストラン「焼肉・寿司バイキング運河亭」を札幌市東区に開店、その後2010年には清田店を開店[2]。
- 2020年
  - 3月24日 - 2019新型コロナウイルスに伴う経営不振によりアライドフーズ破産、負債総額約6300万円[3]。これに伴い運河亭を一時閉店[2]。
  - 11月16日 - 焼肉・寿司バイキング運河亭元町店営業再開。

## 主な製品
- 運河焼肉シリーズ
  - 運河焼肉 ロースジンギスカン
  - ラムジンギスカン
  - まろやかジンギスカン
  - 北海道ロースジンギスカン
  - ラムカタロースジンギスカン
  - 豚ちゃん（豚肉ジンギスカン）
- 運河亭ホルモンシリーズ
  - 塩ホルモン
  - みそホルモン
  - ピリ辛ホルモン
  - 山賊焼ホルモン
  - 旨コロ豚塩ホルモン
  - 旨コロ豚みそホルモン

## 事業所
本社・工場
- 北海道小樽市銭函3丁目515番地

飲食店
- 焼肉・寿司バイキング運河亭元町店（2000年7月開店・2020年3月閉店・2020年11月再開業）
  - 北海道札幌市東区北24条東21丁目1-3

かつて子会社が運営していた運河亭店舗
- 手稲前田店（2002年7月開店・2020年3月閉店）
  - 北海道札幌市手稲区前田5条10丁目5-30
- 清田店（2011年4月1日開店・2013年11月30日閉店）
  - 札幌市清田区清田2条2丁目5-1